# Кириленко, Виталий Владимирович
Вита́лий Влади́мирович Кириле́нко (укр. Віталій Володимирович Кириленко; род. 25 апреля 1968, Харьков) — украинский легкоатлет, специалист по прыжкам в длину. Выступал за сборную Украины по лёгкой атлетике в 1990-х годах, обладатель бронзовой медали чемпионата мира в помещении, бронзовый призёр Универсиады, многократный победитель и призёр первенств национального значения, участник летних Олимпийских игр в Атланте. Мастер спорта Украины международного класса.

## Биография
Виталий Кириленко родился 25 апреля 1968 года в городе Харькове Украинской ССР.
Впервые заявил о себе в сезоне 1992 года, когда на зимнем чемпионате СНГ в Москве с результатом 7,97 выиграл серебряную медаль в прыжках в длину, уступив только россиянину Дмитрию Багрянову. По итогу этих соревнований вошёл в состав Объединённой команды, собранной из спортсменов бывших советских республик, и выступил на чемпионате Европы в помещении в Генуе, где прыгнул на 7,74 метра и стал девятым.
В 1993 году одержал победу на чемпионате Украины в прыжках в длину, завоевал бронзовые медали на Универсиаде в Буффало и на чемпионате мира в Штутгарте. По итогам сезона удостоен почётного звания «Мастер спорта Украины международного класса».
В 1994 году выступил на чемпионате Европы в помещении в Париже, защитил звание чемпиона Украины, был пятым на Играх доброй воли в Санкт-Петербурге и седьмым на чемпионате Европы в Хельсинки.
В 1995 году в третий раз подряд стал чемпионом Украины в прыжках в длину, на соревнованиях в Киеве установил свой личный рекорд в данной дисциплине — 8,27 метра. Помимо этого, показал третий результат на Кубке Европы в Лилле, участвовал в чемпионате мира в Гётеборге, но в финал здесь не вышел.
Благодаря череде удачных выступлений удостоился права защищать честь страны на летних Олимпийских играх 1996 года в Атланте. В программе прыжков в длину показал результат 7,77 метра, чего оказалось недостаточно для преодоления предварительного квалификационного этапа.
После атлантской Олимпиады Кириленко ещё в течение некоторого времени оставался действующим спортсменом и продолжал принимать участие в различных легкоатлетических стартах. Так, в 1997 году он в четвёртый раз стал чемпионом Украины в прыжках в длину.
Впоследствии проявил себя как спортивный администратор, в 2008—2012 годах занимал должность президента Федерации лёгкой атлетики Харьковской области, в 2012—2014 годах — первый заместитель председателя Харьковской областной организации ФСО «Динамо» Украины, в 2014—2019 годах — директор Управления по делам молодёжи и спорта Харьковской областной государственной администрации, с 2020 года — заместитель председателя ФСО «Динамо» Украины.